# Athlone Town F.C.
Athlone Town Association Football Club (irl. Cumann Peile Bhaile Áth Luain) – irlandzki klub piłkarski z siedzibą w mieście Athlone.

## Osiągnięcia
- Mistrzostwo Irlandii (2 razy): 1981, 1983
- FAI Cup (1 raz): 1924
- Football League of Ireland Cup (3 razy): 1980, 1982, 1983

## Historia
Athlone Town założony został w 1887 roku, a w pierwszej lidze Irlandii zadebiutował w 1922 roku, w sezonie 1922/23. W swoim pierwszym pierwszoligowym sezonie klub zajął 6. miejsce na 12 drużyn. Pierwszym poważnym sukcesem klubu było zdobycie Pucharu Irlandii w 1924 roku, po pokonaniu w finale zespołu Fordsons F.C. W pierwszej lidze Athlone Town grał do 1928 roku, po czym nastąpiła czterdziestoletnia przerwa. Ponownie w najwyższej lidze Irlandii klub pojawił się w sezonie 1969/70.
Tytuł wicemistrza Irlandii zdobyty w sezonie 1974/75 pozwolił na debiut w europejskich pucharach. W pierwszej rundzie Pucharu UEFA Athlone Town trafił na norweski klub Vålerenga. Po zwycięstwie 3:1 u siebie i remisie 1:1 w Oslo klub awansował do następnej rundy. Kolejnym rywalem był A.C. Milan. Na St. Mel's Park, przy rekordowej publiczności liczącej 9000 widzów, drużyna irlandzka niespodziewanie zremisowała 0:0. Na San Siro było 3:0 dla Milanu i Athlone Town odpadł z turnieju.
Swój pierwszy tytuł mistrza Irlandii Athlone Town zdobył w sezonie 1980/81. W następnym sezonie klub zadebiutował w Pucharze Mistrzów, trafiając w pierwszej rundzie na duński klub Kjøbenhavns Boldklub. Zarówno w Danii, jak i na St. Mel’s Park doszło do remisów, jednak dzięki większej liczbie goli zdobytych na wyjeździe do następnej rundy awansowała drużyna duńska.
W sezonie 1981/82 Athlone Town wygrał drugi raz Puchar Ligi, pokonując w finale Shamrock Rovers. Nie udało się jednak obronić tytułu mistrzowskiego i klub ostatecznie uplasował się na 4. miejscu. Po raz drugi Athlone Town sięgnął po mistrzostwo Irlandii w sezonie 1982/83. Pozwoliło to drugi raz wystąpić w Pucharze Mistrzów, gdzie przeciwnikiem w pierwszej rundzie był mistrz Belgii Standard Liège. U siebie drużyna irlandzka stawiła wyżej notowanemu przeciwnikowi twardy opór, przegrywając ostatecznie 2:3. W Belgii Athlone Town przegrał aż 2:8 i już w pierwszej rundzie pożegnał się z Pucharem Mistrzów. Był to jak dotąd ostatni występ Athlone Town w europejskich pucharach.
W 1985 roku pierwsza liga zwiększona została o 6 klubów, osiągając stan 22 klubów, a następnie podzielona na Premier League i First League. Athlone Town znalazł się w nowej pierwszej lidze, czyli Premier League. W roku 1987 klub zajął ostatnie miejsce i spadł do First League. Po rocznym pobycie w II lidze, dzięki zajęciu pierwszego miejsca Athlone Town powrócił do najwyższej ligi Irlandii. Po kilku latach w I lidze klub w sezonie 1991/92 znów spadł do II ligi.
Do pierwszej ligi Athlone Town powrócił w sezonie 1993/94 dzięki drugiemu miejscu w II lidze za klubem Sligo Rovers. Powrót okazał się krótkotrwały, gdyż klub spadł z ligi już w 1996 roku i do dziś gra w II lidze. Athlone Town bliski był awansu do I ligi w 2001 roku – zabrakło tylko 1 punktu by wyprzedzić Monaghan United.
Athlone Town swoje mecze domowe rozgrywa na oddanym do użytku w 2007 roku stadionie Athlone Town Stadium – pierwszą trybunę oddano do użytku 9 marca, kiedy to Athlone Town rozegrał mecz z klubem Kilkenny City. Przed otwarciem tego obiektu drużyna przez wiele lat występowała na St. Mel's Park.

### Piłkarze
| - Synan Braddish - Ed Brookes - Roddy Collins - Rod De Khors - Johnny Fullam - Gerry Garvan - Dinny Hannon | - Noel Larkin - Tommy Muldoon - Barry Murphy - Turlough O’Conner - Kevin Mahon - Trevor Hockey |

### Trenerzy
- Amby Fogarty: 1974 1976
- Trevor Hockey: 1976
- Turlough O’Conner: 198x-198x
- Dermot Keely:
- John Gill: 2005

## Europejskie puchary
Legenda do wszystkich tabel:
- Q – runda eliminacyjna, 1/16, 1/8, 1/4, 1/2 – odpowiednia faza rozgrywek, Grupa – runda grupowa, 1r gr – pierwsza runda grupowa, 2r gr – druga runda grupowa, F – finał, R – runda, PO – play-off
- k. – rzuty karne, los. – losowanie, Dogr. – dogrywka, w. – zasada bramek strzelonych na wyjeździe

| Sezon   | Rozgrywki     | Runda | Przeciwnik        | Dom | Wyjazd | Ogólnie |
| ------- | ------------- | ----- | ----------------- | --- | ------ | ------- |
| 1975/76 | Puchar UEFA   | 1R    | Vålerenga Fotball | 3–1 | 1–1    | 4–2     |
| 1975/76 | Puchar UEFA   | 2R    | A.C. Milan        | 0–0 | 0–3    | 0–3     |
| 1981/82 | Puchar Europy | 1R    | KB                | 2–2 | 1–1    | 3–3, w. |
| 1983/84 | Puchar Europy | 1R    | Standard Liège    | 2–3 | 2–8    | 4–11    |